# Borderline (Michael Gray)
Borderline è un singolo del disc jockey britannico Michael Gray, pubblicato il 31 luglio 2006.
Il singolo ha visto la partecipazione della cantautrice britannica Shelly Poole.

## Successo commerciale
Ha ottenuto un notevole successo nelle discoteche europee, e in Italia ad esempio si è piazzato alla numero 1 della classifica dei dischi più ballati, dominando le piste da ballo italiane nell'estate e nell'autunno del 2006, dimostrandosi un degno follow-up di "The Weekend". Oltre a questo, ha ottenuto anche un discreto riscontro commerciale, giungendo alla posizione numero 32 della Italy Singles Chart.

## Video
si vede la ballerina Keeley Malone sdraiata e Shelina Gallacher

## Lista tracce (Italia)
1. Borderline (Radio Edit) – 3:13
2. Borderline (Vocal Club Mix) – 6:22
3. Borderline (Club Mix) – 6:07
4. Borderline (Lee Muddy Baker Acoustic Mix) – 3:09
5. Borderline (Gianluca Motta "Soho" Mix) – 8:23
6. Borderline (Gianluca Motta "Camden" Dub) – 6:02
7. Borderline (Pain and Rossini Mix) – 6:38
8. Borderline (Ian Carey Vocal) – 6:54
9. Borderline (Michael's Neon Wave Vocal Mix) – 7:07
10. Borderline (Spencer & Hill Mix) – 5:54
11. Borderline (Dennis Christopher's Vocal Mix) – 7:04
12. Borderline (Disciples of Sound Vocal Mix) – 8:25

## Classifica
| Chart (2006)                  | Peak |
| ----------------------------- | ---- |
| UK Upfront Club Chart         | 2    |
| UK Dance Chart                | 3    |
| Australian ARIA Club Chart1   | 3    |
| MTV European Dancefloor Chart | 4    |
| Australian ARIA Dance Chart   | 6    |
| UK Singles Chart              | 12   |
| Italy Singles Chart           | 32   |
| Italy Dance Chart             | 1    |
| Irish Singles Chart           | 42   |
| German Singles Chart          | 42   |
| Australian ARIA Singles Chart | 49   |
| Switzerland Singles Chart     | 75   |
| Netherlands Singles Chart     | 78   |

## Crediti
- Voce: Shelly Poole
- Audio mix: Michael Gray
- Chitarra: James Winchester
- Batteria: Michael Gray
- Tastiera: Michael Gray